# Wirbellutte
Eine Wirbellutte ist eine spezielle Lutte zur Durchmischung der Luft (Wetter) im Bergbau. Sie wird in blind endenden Stollen (Streckenörtern) und ähnlichen schlecht zu belüftenden Orten eingesetzt, die eine Sonderbewetterung erfordern. Außerdem verhindern Wirbellutten die Bildung von Methan-Schichten. Aufgrund des bei diesen Lutten ausgenutzten Coanda-Effektes werden die Lutten auch ‚Coanda-Wirbellutten‘ genannt.

## Grundlagen
In sonderbewetterten Strecken können an bestimmten schlechter bewetterten Stellen, insbesondere im Bereich der Ortsbrust, Methanansammlungen entstehen. Um das aus der Ortsbrust, der Streckenfirste oder dem Haufwerk austretende Grubengas mit den Wettern zu vermischen, sind oft zusätzliche Maßnahmen notwendig. Neben so genannten Airmovern und Flachstrahldüsen werden zur Wettervermischung auch Wirbellutten eingesetzt.

## Konstruktion und Einbau
Wirbellutten (Coanda-Wirbellutten) bestehen aus zwei bis fünf Meter langen Elementen und sind so konstruiert, dass die axiale Wetteraustrittsöffnung verschlossen ist. Stattdessen hat diese Wirbellutte besondere Austrittsschlitze, die radial zur Streckenachse angeordnet sind. Durch die Konstruktion und Größe der Schlitze ist die lokal austretende Wettermenge frei wählbar. Die durch diese Schlitze austretenden Wetter haben hohe Geschwindigkeiten und können dadurch die Bildung von Methanschichten im Firstbereich verhindern. Im Tunnelbau dient die Wirbellutte zur örtlichen Verdünnung der Stäube. Außerdem wird sie zur Belüftung des Maschinenbereichs beim maschinellen Streckenvortrieb verwendet. Die Wirbellutte wird am Ende des Luttenstranges mit einem bestimmten Abstand von der Ortsbrust verlegt. Der Abstand wird anhand einer speziellen Formel ermittelt.